# اعجاز خان
اعجاز خان (انگلیسی: Eijaz Khan؛ زادهٔ ۲۸ اوت ۱۹۷۵) یک مانکن (فرد)، و هنرپیشه اهل هند است. وی از سال ۱۹۹۶ میلادی تاکنون مشغول فعالیت بوده‌است.
او در فیلم من قلبم را به شما دادم، منطقه قاضی‌آباد، ازدواج تانو و مانو، ازدواج تانو و مانو ۲، جوان و رعشه بازی کرده است.